# 東胡

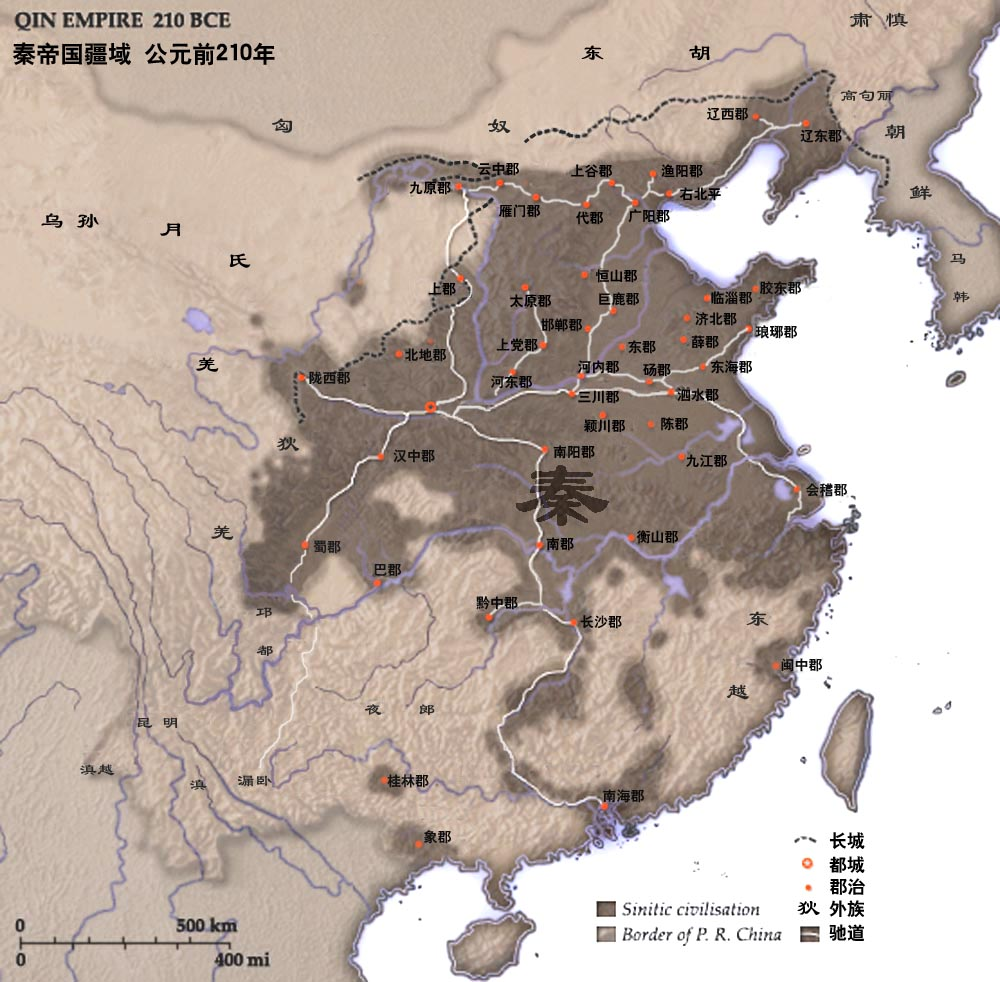
紀元前210年、秦帝国と東胡（东胡）の位置。

東胡（とうこ、簡体字: 东胡、拼音: Dōnghú）は、中国の春秋戦国時代から秦代にかけて内モンゴル東部～満州西部に住んでいた遊牧民族。

## 名称
「東胡」の命名にはいくつかの説がある。
- ある言語（東胡語）での民族名を漢文によって転写した。
- 胡（匈奴）の東にいるため[1]。
- 東にいる胡という意味[2]。

## 前史
はっきりした事は解らないものの、殷晩期に遼西で栄えた夏家店下層文化を征服して断続的に入れ替わった遊牧生活を営んでいた集団のうち、故地に残留した部族が東胡の祖先に当たるとする説などがある。他には上記の夏家店上層文化に属する墳墓から一緒に埋葬された犬が見つかった（烏丸の習俗）ことと頭頂部を剃る習慣から、同地域にあった土方や後の周代に在った屠何を東胡の先祖とする説、春秋時代に燕の北方に居た山戎などの遊牧民を戦国時代以降に東胡と呼ぶようになったとする説などがある。

## 歴史
晋の文公，秦の穆公の時代（春秋時代）、東胡は山戎などとともに燕の北に位置し、それぞれ分散して谷あいに居住していた。
燕の将軍の秦開は、胡の人質となっていたが、胡の信頼を受けていた。そのため秦開は人質から帰還すると、東胡を襲撃して破り、千余里も燕から遠ざけることに成功した。
秦の始皇帝が中国を統一したころ、東胡は北方で強大となる。
紀元前209年、東胡の隣国の匈奴で冒頓が父を殺し、単于の位を継いだ。これを聞いた東胡の王は冒頓に対し、先代の頭曼単于が持っていた「千里を走る馬」がほしいと要求。すると冒頓は東胡王に「千里を走る馬」を素直に贈った。東胡王は冒頓が自分らを恐れているのだと思い、しばらくして冒頓の閼氏（単于の妻）のひとりがほしいと要求した。するとまた、冒頓は自分の閼氏を素直に贈った。東胡王はいよいよつけあがり、匈奴の西方に侵入し、東胡と匈奴の間にある千里あまりも人が住まない棄て地を要求した。しかし、冒頓は「土地は国の根本だ」と言い激怒。そのまま東胡を襲撃し、匈奴を甘く見ていた東胡はなんの備えもしておらず敗北。東胡王は殺され、その人民と畜産を奪い去られ、ここに東胡は滅んだ。
その後、東胡の生き残りで烏桓山に逃れた勢力は烏桓となり、鮮卑山に逃れた勢力は鮮卑となった。『魏書』によれば、柔然も東胡の末裔だという。

## 民族・言語系統
東胡の言語系統について、古くは ツングース系、或はモンゴル・ツングース混合系、或は東胡の子孫である鮮卑の言語をテュルク系、テュルク・モンゴル混合系とする説があったが、いずれの説も支持されていない。
近年は鮮卑（とくに拓跋部）の言語がモンゴル系であること、東胡時代の遺跡や遺物から鮮卑や烏丸に特徴的な習俗の痕跡が発見されていることから、東胡もモンゴル系とみる解釈が有力視されている。

## 東胡系の民族
後代、中国の史書において「東胡の後裔」とされる民族がいくつか記されている。
- 烏桓…『三国志』、『後漢書』
- 鮮卑…『三国志』、『後漢書』
- 柔然…『魏書』
- 奚…『新唐書』北狄伝において「奚もまた東胡種」とある。
- 契丹…『新唐書』北狄伝において「契丹、本東胡種」とある。